# 감돌고기속
감돌고기속(Pseudopungtungia)은 한국과 중국에서 발견되는 잉어과 물고기 속의 하나이다. 단 두 종만을 포함하고 있으며, 겉모습이 모두 잉어과 돌고기속의 돌고기와 유사하다. 감돌고기의 몸길이는 7~10cm, 가는돌고기는 8~10cm이다. 민물에서 서식한다.

## 하위 종
2종이 알려져 있다.
- 감돌고기 또는 금강돗쟁이 (P. nigra) T. Mori, 1935 - 대한민국
- 가는돌고기 (P. tenuicorpus) S. R. Jeon & K. C. Choi, 1980 - 한국